# 大果繼木
大果繼木（学名：Loropetalum lanceum）为金缕梅科檵木屬下的一个种。

## 扩展阅读
- 維基物種上的相關：大果繼木